# Barceo
Barceo település Spanyolországban, Salamanca tartományban. Barceo Vitigudino, Guadramiro, Valderrodrigo, Valsalabroso, Villar de Samaniego és Sanchón de la Ribera községekkel határos. Lakosainak száma 48 fő (2024).

## Népesség
A település népessége az elmúlt években az alábbi módon változott:
| Lakosok száma | 62   | 55   | 56   | 54   | 48   | 48   | 49   | 46   | 48   | 48   |
|               | 2001 | 2004 | 2007 | 2009 | 2012 | 2014 | 2017 | 2019 | 2022 | 2024 |